# 钱海燕 (国际公务员)
钱海燕（1955年9月14日—2013年2月18日）是联合国国际公务员, 曾任联合国经济与社会事务部公共行政和发展管理司（公发司）司长。
在33年的职业生涯中，钱海燕致力于全球公共政策、治理、公共行政和发展的工作。自从加入联合国经济和社会事务部（经社部）以来，钱海燕历任联合国公共行政网首席经理人、电子政务处（前身为知识管理处）处长，后于2009年2月1日出任公共行政和发展管理司（公发司）司长。在加入经社部之前，钱海燕曾任职于联合国其他机构，如科学和技术促进发展中心和联合国环境规划署设在日本的环境无害化技术中心。在加入联合国之前，钱海燕在中華人民共和国政府从事科学技术促进发展领域的工作，并曾在中国常驻联合国代表团任职，主管经济和社会事务（对口联合国大会第二委员会）。
钱海燕在中国北京获得文学学士学位，并拥有美国哈佛大学肯尼迪政府学院公共管理硕士学位。